# Girl at the End of the World
Girl at the End of the World è il quattordicesimo album in studio del gruppo musicale britannico James, pubblicato nel 2016.

## Tracce
1. Bitch – 4:52
2. To My Surprise – 4:21
3. Nothing But Love – 3:29
4. Attention – 4:08
5. Dear John – 4:04
6. Feet of Clay – 2:37
7. Surfer's Song – 3:51
8. Catapult – 4:02
9. Move Down South – 5:19
10. Alvin – 2:13
11. Waking – 2:44
12. Girl at the End of the World – 3:00